# Junior Ross
Pour les articles homonymes, voir Ross.
Douglas Junior Ross Santillana, né à Callao le 19 février 1986, est un footballeur péruvien jouant au poste d'ailier gauche.

## Biographie

### Carrière en club
Né dans le district de Bellavista à Callao, Junior Ross est formé à l'Academia Cantolao et fait ses débuts au Coronel Bolognesi de Tacna en 2003. Il est successivement prêté au Cienciano del Cusco et à l'Alianza Lima entre 2006 et 2007. De retour au Bolognesi, il est vice-champion du Pérou en 2007. 
Il est à nouveau prêté en 2009 et s'envole en Allemagne au FSV Francfort. En 2011, il retourne en Europe et joue pour l'Arka Gdynia en Pologne. Cette même année, il rentre au Pérou et signe au Sporting Cristal au sein duquel il remporte deux championnats du Pérou en 2012 et 2014,.
Parti du Sporting Cristal, il poursuit sa carrière au Juan Aurich puis au Sport Huancayo, avant de tenter sa chance en 2e division péruvienne à l'Universidad César Vallejo de Trujillo. Il joue entre 2021 et 2022 dans des pensionnaires de D2 (Comerciantes Unidos, Alfonso Ugarte et Juan Aurich). En 2023, il rejoint le CD Walter Ormeño, club jouant en Copa Perú (D3 péruvienne).
Junior Ross dispute six éditions de Copa Libertadores avec cinq clubs différents (21 matchs disputés en tout).

### Carrière en équipe nationale
International péruvien, Junior Ross compte 12 matchs en équipe nationale entre 2005 et 2013. Il dispute en particulier deux matchs des éliminatoires de la Coupe du monde 2006 contre la Bolivie et l'Argentine.

## Palmarès
| Sporting Cristal - Championnat du Pérou (2) : - Champion : 2012 et 2014. |  | Coronel Bolognesi - Tournoi de clôture (1) : - Vainqueur : 2007-C. |